# 劉敬妃
刘敬妃（？—1463年），中國古代明朝皇族女性，明英宗的宠妃。
刘敬妃早年生平不详，仅知她未生育子女、侍奉明英宗多年。天顺七年（1463年）七月廿四辛亥，刘敬妃逝世。明英宗亲自制定丧仪，辍朝五日，不鸣钟鼓。加封为惠妃（貞順皇后惠妃之例，非一般惠妃），谥号贞顺懿恭。除劉惠妃外，其餘有諡號之妃嬪乃由後世幾代君王加諡。其他文献的记载，刘惠妃安葬地在绵山。
《萬曆野獲編》称刘惠妃的丧礼比照明成祖宠妃王贵妃有加，其他妃所不及。次年，明英宗在离世前，要求与钱皇后合葬，刘惠妃也必须迁来陪葬。刘惠妃未迁葬裕陵，仍安葬于绵山。2021年《北京日报》文章中，昌平区崔村镇真顺村西北北大岭山脚下的“刘娘坟”根据文献推测，是刘惠妃墓。曾误传为明武宗宠妃刘美人墓。真顺村在清朝道光时称贞顺村，来自于刘惠妃谥号。
劉惠妃是明英宗眾多妃嬪第一個逝世，她逝世幾個月後明英宗即駕崩，其深情程度不亞於其子明憲宗與恭肅皇貴妃萬貞兒。除錢皇后、周貴妃因嫡配皇后及太子生母會合葬裕陵，明英宗特別囑咐劉惠妃也需遷葬裕陵，只可惜最後並未成事。若稍微留意，劉惠妃之諡號「貞順懿恭」與同樣被唐玄宗封為惠妃（武惠妃）的「貞順皇后」之諡號不謀而合，可見明英宗之用心。